# 至順
至順（しじゅん）は、中国・元の文宗トク・テムル及び寧宗イリンジバルの治世で用いられた元号。1330年 - 1333年。
- 元年5月8日：改元。
- 4年10月8日：元統に改元。

## 西暦・干支との対照表
| 至順 | 元年   | 2年    | 3年    | 4年    |
| 西暦 | 1330年 | 1331年 | 1332年 | 1333年 |
| 干支 | 庚午   | 辛未   | 壬申   | 癸酉   |

| 前の元号 天暦 | 中国の元号 元 | 次の元号 元統 |